# Teqüe Rugby Club
Teqüe Rugby Club es un club deportivo de la ciudad de Maipú, Mendoza, Argentina. Es miembro de la Unión de Rugby de Cuyo y su equipo compite en el Regional del Oeste.

## Historia
Teqüe Rugby Club se fundó el 16 de diciembre de 1973, por exjugadores del Club Obras Sanitarias.
Teqüe se consagró campeón del Torneo Regional del Oeste en 2022, al vencer a Marista en la final, rompiendo la hegemonía de los clubes más grandes de la provincia. El club también participó el Torneo del Interior en sus distintas categorías, llegando a coronarse campeón del Torneo del Interior B en 2023 al derrotar a Universitario de Córdoba en la final.

### Jugadores destacados
Miguel Ruiz
Matías diaz 
(Dos únicos jugadores en jugar en Los Pumas).

## Instalaciones
Su recinto deportivo se encuentra en Maipú, pero durante su historia, estuvo en diferentes lugares.

## Palmarés
| Torneos oficiales     | Torneos oficiales |
| Competición           | Títulos           |
| --------------------- | ----------------- |
| Regional del Oeste    | 2022              |
| Torneo del Interior B | 2023              |